# Mnemic
Mnemic – duńsko-francuski zespół metalowy, założony w Aalborgu w Danii w 1998 roku. W 2013 roku zespół zawiesił działalność.

## Muzycy
Obecny skład zespołu
- Michael Bøgballe - śpiew (2001–2005, od 2023)
- Mircea Gabriel Eftemie - gitara, instrumenty klawiszowe (od 1998)
- Thomas "Obeast" Koefod - gitara basowa (2003–2011[4], od 2023)
- Rune Stigart - gitara (1999–2011, od 2023)
- Brian "Brylle" Rasmussen - perkusja (1998–2011, od 2023)

Byli członkowie zespołu
- Mikkel Larsen - gitara basowa (1998–2003)
- Mark Bai - śpiew (1998–2001)
- Guillaume Bideau (zmarł w 2022) - śpiew (2006-2013)
- Victor-Ray Salomonsen Ronander - gitara (2011-2013)
- Simone Bertozzi - gitara basowa (2011-2013)
- Brian Larsen - perkusja (2011-2013)

Muzycy koncertowi
- Tony Jelencovich - śpiew (2005–2006)
- Victor-Ray Salomonsen Ronander - gitara (2009-2010)

## Życiorys
Nazwa zespołu to skrót oznaczający "Mainly Neurotic Energy Modifying Instant Creation". Zespół powstał w momencie kiedy Mircea Eftemie dołączył do Rune Stigarta i Briana Rasmussena. Założyli oni wspólnie deathmetalowa grupę o nazwie Exhume w mieście Aalborg w Danii w 1998 roku. Pierwszy skład został skompletowany gdy do zespołu dołączył Mark Bai (wokal) i Mikkel Larsen (bas). Nazwa Mnemic została zaproponowana przez Marka Bai. Wkrótce odszedł od z zespołu ponieważ poczuł silne powołanie i został księdzem. Zastąpił go Michael Bøgballe. W 2003 roku został nagrany debiutancki album – Mechanical Spin Phenomena, stanowiący połączenie industrialnego metalu, stylu Fear Factory z "Demanufacture" i Meshuggah. Basista Mikkel Larsen opuścił zespół po nagraniu materiału basowego dla tego albumu, został zastąpiony przez Tomasa 'Obeast' Koefoda, który to wcześniej grał razem z Tue Madsenem w grupie Grope. Przed europejską trasą koncertową promującą ich debiutancki krążek, powrócili do studia by nagrać drugą płytę, mianowicie "The Audio Injected Soul". W 2005 roku zespół opuścił Michael Bøgballe, aby móc poświęcić więcej czasu rodzinie. Po perypetiach związanych z poszukiwaniem nowego wokalisty, z zespołem związał się francuz Guillaume Bideau (ex-Scarve), z którym to nagrano Passenger. Na płycie Passenger w utworze Psykorgasm śpiewają Shane Embury (Napalm Death) i Jeff Walker (ex-Carcass).
Mnemic koncertował z takimi zespołami jak Soilwork, Fear Factory, God Forbid, Arch Enemy, Meshuggah, Machine Head czy Deftones.
28 maja 2008 roku grupa zagrała na Stadionie Śląskim w Chorzowie jako support zespołu Metallica.

## Dyskografia

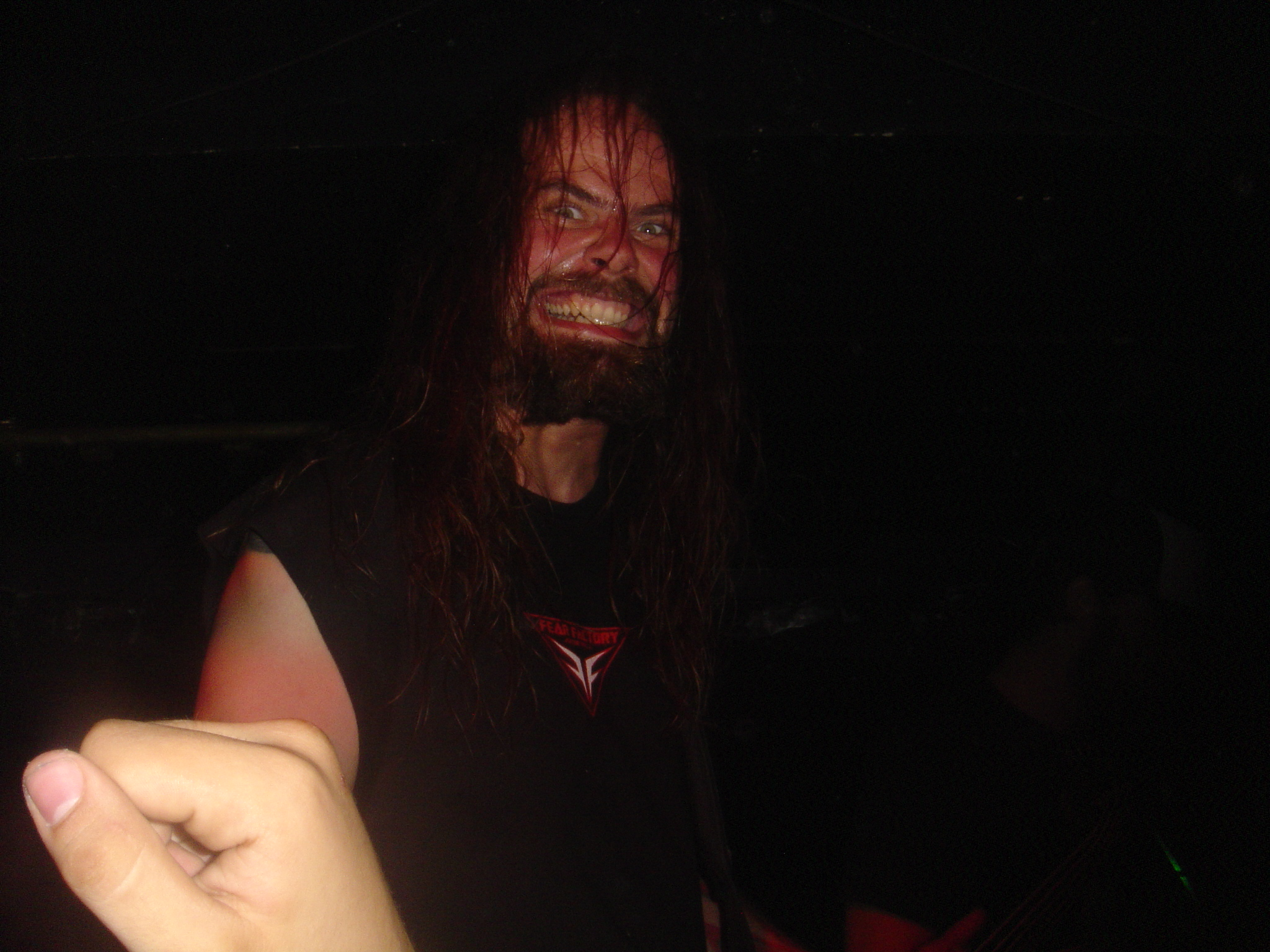
Tomas "Obeast" Koefoed (2007).

- Mechanical Spin Phenomena (2003)
- The Audio Injected Soul (2004)
- Passenger (2007)
- Sons of System (2010)
- Mnemesis (2012)[5]

## Teledyski
- "Ghost" (2003, reżyseria: Patric Ullaeus)
- "Liquid" (2003, reżyseria: Patric Ullaeus)
- "Deathbox" (2004, reżyseria: Patric Ullaeus)
- "Door 2.12" (2004, reżyseria: Mathias Vielsäcker i Christoph Mangler)
- "Meaningless" (2006, reżyseria: Patric Ullaeus)[6]
- "Diesel Uterus" (2010, reżyseria: Patric Ullaeus)
- "I've Been You" (2012, reżyseria: Patric Ullaeus)